# Саннино, Джузеппе
Джузеппе Саннино (итал. Giuseppe Sannino; род. 30 апреля 1957, Оттавьяно, Кампания) — итальянский футболист и футбольный тренер.

## Карьера игрока
Родившийся в Кампании Джузеппе Саннино переехал вместе со своей семьёй в Турин, после того как его отец получил работу в автомобильной компании Fiat. За свою карьеру футболиста Джузеппе выступал за различные клубы итальянских низших лиг на позиции атакующего полузащитника. В 1988 году он закончил её, будучи игроком лигурийского любительского клуба «Виртус Энтелла».

## Тренерская карьера
Джузеппе Саннино начинал свою тренерскую карьеру в 1990 году, работая с юношеской командой клуба «Вогерезе». В 1992 году он стал юношеским тренером «Павии», а год спустя перешёл на ту же должность в «Монцу». В 1996 году Саннино впервые занял пост главного тренера, возглавив клуб любительской лиги «Ольтрепо», завершивший сезон на шестом месте. Затем после короткого периода работы юношеским тренером в «Комо» Саннино в 1998 году впервые возглавил профессиональный клуб «Бьеллезе». Этот опыт оказался неудачным, и он был уволен до окончания сезона.
В 1999 году Саннино сумел реабилитироваться, возглавив клуб Серии D «Зюйдтироль» и приведя его к победе в своей группе и выходу в Серию C2. Проработав ещё один год с той же командой, в сезоне 2001/02 он руководил «Медой», также выступавшей в Серии C2, но был уволен до окончания чемпионата. В сезоне 2002/03 Саннино привёл «Санджованнезе» к шестому месту в Серии C2. Затем в его карьере последовали неудачные периоды работы главным тренером в командах «Варезе» и «Козенца». В 2005 году Саннино возглавил «Лекко», довольно неожиданно выведя скромный ломбардский клуб в Серию C1 на второй свой год пребывания в нём. Затем он ещё трижды завоёвывал продвижение своих команд выше в иерархии итальянского футбола: с «Пергокремой» (из Серии C2 в Серию C1) и дважды с «Варезе», который в результате поднялся из Серии C2 в Серию B. В первом же сезоне в Серии B «Варезе» под руководством Саннино занял четвёртое место в лиге и участвовал в плей-офф за выход в Серию A, где в полуфинале по итогам двух встреч уступил «Падове».
В июне 2011 года Саннино подписал двухлетний контракт с вышедшей в Серию A «Сиеной», заменив на этом посту Антонио Конте, перебравшегося в «Ювентус». Перед скромным тосканским клубом стояла задача остаться в лиге по итогам сезона, с которой Саннино в первом своём сезоне на высшем уровне успешно справился. Помимо этого «Сиена» под его руководством в том же году достигла полуфинала Кубка Италии, где уступила будущему победителю «Наполи».
6 июня 2012 года Саннино подписал двухлетний контракт с «Палермо» спустя всего несколько недель после того, как футбольный директор «Сиены» также перешёл на работу в сицилийский клуб. 16 сентября того же года он был снят с поста главного тренера президентом клуба Маурицио Дзампарини из-за того, что в первых трёх турах чемпионата «Палермо» набрал лишь одно очко. Его сменил Джан Пьеро Гасперини, но 11 марта 2013 года Саннино вновь возглавил сицилийцев. Ему достался сложный календарь в концовке чемпионата, и Саннино не сумел спасти «Палермо» от вылета в Серию B.
1 июля 2013 года Саннино возглавил «Кьево», но уже 11 ноября того же года оставил этот пост.
18 декабря 2013 года он был назначен главным тренером английского «Уотфорда». 15 марта 2014 года команда под руководством Саннино одержала свою шестую домашнюю победу подряд во всех соревнованиях (3:0 над «Барнсли»).
Несмотря на четыре победы в первых пяти матчах сезона 2014/15 и второму месту в турнирной таблице лиги стали ходить слухи о недовольстве и недопонимании игроков команды и её главного тренера. 31 августа 2014 года Саннино оставил свою должность спустя день после домашней победы над «Хаддерсфилдом» со счётом 4:2.
14 сентября 2014 года Саннино вернулся в работу, возглавив вылетевшую в Серию B «Катанию». Но его пребывание там ограничилось лишь тремя месяцами из-за плохих результатов и напряжённых отношений с клубным руководством.
29 сентября 2015 года Саннино был назначен главным тренером «Карпи», дебютанта Серии А, но уже 3 ноября было объявлено о том, что на эту должность вернётся Фабрицио Кастори, которого ранее и сменил Саннино.
Затем он возглавил клуб Серии B «Салернитану» в сезоне 2016/17, но 30 ноября 2016 года покинул её после критики со стороны болельщиков после домашней ничьи с «Про Верчелли».